# Sean Young
Sean Young (n. 20 noiembrie 1959, Louisville, Kentucky) este o actriță americană, cunoscută în special pentru rolurile sale din filmele  Blade Runner (1982), Dune (1984), No Way Out (1987), Wall Street (1987) and Cousins (1989).

## Filmografie
| An   | Film                                | Rol                           |
| ---- | ----------------------------------- | ----------------------------- |
| 1980 | Jane Austen in Manhattan            | Ariadne Charlton              |
| 1981 | Stripes                             | Louise Cooper                 |
| 1982 | Blade Runner                        | Rachael                       |
| 1982 | Young Doctors in Love               | Dr. Stephanie Brody           |
| 1984 | Dune                                | Chani                         |
| 1985 | Baby: Secret of the Lost Legend     | Susan Matthews-Loomis         |
| 1985 | Tender Is the Night                 | Rosemary Hoyt                 |
| 1986 | Blood & Orchids                     | Leonore Bergman               |
| 1986 | Under the Biltmore Clock            | Myra Harper                   |
| 1987 | No Way Out                          | Susan Atwell                  |
| 1987 | Wall Street                         | Kate Gekko                    |
| 1988 | The Boost                           | Linda Brown                   |
| 1989 | Cousins                             | Tish Kozinski                 |
| 1990 | Fire Birds                          | Billie Lee Guthrie            |
| 1991 | A Kiss Before Dying                 | Dorothy/Ellen Carlsson        |
| 1992 | Forever                             | Mary Miles Minter             |
| 1992 | Love Crimes                         | Dana Greenway                 |
| 1992 | Once Upon a Crime                   | Phoebe                        |
| 1992 | Sketch Artist                       | Rayanne Whitfield             |
| 1992 | Blue Ice                            | Stacy Mansdorf                |
| 1992 | Hold Me, Thrill Me, Kiss Me         | Twinkle                       |
| 1993 | Even Cowgirls Get the Blues         | Marie Barth                   |
| 1993 | Fatal Instinct                      | Lola Cain                     |
| 1994 | Bolt                                | Patty Deerheart               |
| 1994 | Ace Ventura: Pet Detective          | Lt. Lois Einhorn / Ray Finkle |
| 1994 | Witness to the Execution            | Jessica Traynor               |
| 1994 | Model by Day                        | Mercedes                      |
| 1995 | Mirage                              | Jennifer Gale                 |
| 1995 | Dr. Jekyll and Ms. Hyde             | Helen Hyde                    |
| 1996 | Evil has a Face                     | Gwen McGerrall                |
| 1996 | The Proprietor                      | Virginia Kelly                |
| 1996 | Everything to Gain                  | Mallory Ashton Jordan Keswick |
| 1997 | Exception to the Rule               | Angela Bayer                  |
| 1997 | The Invader                         | Annie Neilsen                 |
| 1997 | Men                                 | Stella James                  |
| 1997 | A Dog of Flanders                   | Sister Alois                  |
| 1998 | The Cowboy and the Movie Star       | Sean Livingston               |
| 1998 | Out of Control                      | Lena                          |
| 1999 | Motel Blue                          | Lana Hawking                  |
| 2000 | Secret Cutting                      | Joyce Cottrell                |
| 2000 | Poor White Trash                    | Linda Bronco                  |
| 2000 | The Amati Girls                     | Christine                     |
| 2001 | Sugar & Spice                       | Mrs. Hill                     |
| 2001 | Mockingbird Don't Sing              | Dr. Judy Bingham              |
| 2001 | Night Class                         | Claire Sherwood               |
| 2002 | Aftermath                           | Rachel Anderson               |
| 2002 | The House Next Door                 | Monica                        |
| 2002 | Threat of Exposure                  | Dr. Daryl Sheleigh            |
| 2003 | Kingpin                             | Lorelei Klein                 |
| 2003 | Before I Say Goodbye                | Nell MacDermott Cauliff       |
| 2003 | 1st to Die                          | Joanna Wade                   |
| 2003 | The King and Queen of Moonlight Bay | Sandy Bateman                 |
| 2004 | A Killer Within                     | Rebecca 'Becky' Terrill       |
| 2004 | Until the Night                     | Cosma                         |
| 2004 | In the Shadow of the Cobra          | Samantha                      |
| 2005 | Ghosts Never Sleep                  | Rebecca                       |
| 2005 | Esenin                              | Isadora Duncan                |
| 2005 | Home for the Holidays               | Martha McCarthy               |
| 2005 | Headspace                           | Mother                        |
| 2005 | Third Man Out                       | Ann Rutka                     |
| 2006 | The Drop                            | Ivy                           |
| 2006 | The Garden                          | Miss Grace Chapman            |
| 2006 | Living the Dream                    | Brenda                        |
| 2006 | A Job to Kill For                   | Jennifer Kamplan              |
| 2007 | Jesse Stone: Sea Change             | Sybil Martin                  |
| 2008 | The Man Who Came Back               | Kate                          |
| 2008 | Parasomnia                          | Madeline Volpe                |
| 2008 | Haunted Echoes                      | Laura                         |
| 2008 | Harvest Moon                        | Meg                           |
| 2012 | Attack of the 50 Foot Cheerleader   | Brenda Stratford              |
| 2013 | Jug Face                            | Loriss                        |
| 2013 | Star Trek: Renegades                | Dr. Lucien                    |
| 2015 | Bone Tomahawk                       | Mrs. Porter                   |